# Dorymyrmex xerophylus
Dorymyrmex xerophylus is een mierensoort uit de onderfamilie van de Dolichoderinae. De wetenschappelijke naam van de soort is voor het eerst geldig gepubliceerd in 2011 door Cuezzo & Guerrero.